# Imogen Thomas
Imogen Mary Thomas (sinh ngày 29 tháng 12 năm 1982) là một người mẫu ảnh xứ Wales, một nữ hoàng sắc đẹp trên truyền hình. Imogen Thomas là hoa hậu xứ Wales năm 2003 và đại diện cho quốc gia này tham gia cuộc thi Hoa hậu thế giới 2003. Cô còn tích cực tham gia vào các lĩnh vực truyền hình và đóng một vai trong loạt phim truyền hình của Vương quốc Anh năm 2006 mang tên Big Brother và các chương trình của kênh Channel 4 - tham gia trổ tài vào bếp ở chương trình "Come dine with me". Về đời tư, cô được báo giới xếp vào nhóm bạn gái và vợ của các cầu thủ (WAGs)

## Vụ bê bối
Cô cũng từng có nhiều vụ bê bối tình ái với cầu thủ bóng đá Ryan Giggs, theo đó cô được cho là đã mê hoặc cầu thủ này sau đó, cô bị tiền vệ MU buộc tội sử dụng các bí mật phòng the giữa hai người để tống tiền anh ta (cáo buộc cho rằng Imogen Thomas có hành vi tống tiền anh để mua nhà, nếu không sẽ tiết lộ bí mật vụ ngoại tình cho báo giới). Tiền vệ người xứ Wales đã yêu cầu tòa án Anh cấm báo giới điểm tên chỉ mặt mình (theo Luật Bảo vệ đời tư người nổi tiếng). Tuy nhiên, sau đó Ryan Giggs đã buộc phải thừa nhận sự "trong sạch" của cô vì tòa án tuyên bố cô không hề liên quan đến vụ gửi thư tống tiền Ryan Giggs. Cô hiện có người tình mới Adam Horsley.